# Somogy (városrész)
Somogy 1946-tól Vasashoz, majd 1954 óta Pécshez tartozó egykor önálló község Vasas és Mecsekszabolcs között. Lakóinak száma 2001-ben 1960 volt.

## Története
Somogy nevét legelőször 1406-ban említik egy oklevélben. Somogy középkori falu a török hódoltság alatt is folyamatosan lakott magyar település volt. Általános iskolája már a 18. században is működött. A 19. század végéig csak magyar anyanyelvű lakosa volt, majd a század utolsó harmadában kezdtek itt nem magyar anyanyelvűek (foglalkozásuk szerint bányászok) megtelepedni. Figyelmet érdemelnek azok a közlések, adatok (a Henrich-táró név alatt), amelyekben a település bányászhagyományai tárulnak fel előttünk: Szent Borbála tisztelete, bányászfelvonulás, bányászbúcsú, bányászmise, bányászárvák, Borbálatelep stb… A település történetével behatóbban foglalkozott és könyvet is kiadott Hámori Istvánné (született: Kiss Etelka) és Vókó János.
1946-ban egyesült Vasas községgel, 1954-ben Pécshez csatolták Vasas I. néven, a rendszerváltás után kapta vissza hivatalosan a Somogy nevet.

## Nevének eredete
Somogy városrészhez tartozik Murom (kiskertes városrész), a Somogyi zárkert (kiskertek hétvégi házakkal) és a Bányatelep (elkülönülő lakóteleppel). A Murom a középkori magyar Murum, Murun, Muron, Murom személynévből (családnévből) alakult helynév. A hely egykori tulajdonosára utal. A Somogy földrajzi név -gy denominális névszóképzővel alakult a som főnévből. A baranyai Somogy helynevünk tehát somfában (-bokorban) bővelkedő helyet jelent. Szórványosan ma is megtalálható ezen a vidéken a som. A szomszédos Vasas 33. neve még ma is Somoska. Jelentése: sommal benőtt kis domboldal.
Megjegyzés: Somogy(ság), a mai Somogy vármegye neve bizonyára ugyanúgy keletkezett, mint a Pécs melletti Somogy falu neve.

## Címere
Az álló, háromszögű pajzs kék mezejében alul hármashalom, ennek zöld mezejében lebegő helyzetű, nyelükön keresztbetett arany bányászkalapács és ék, mely a közel 200 éves bányászatra utal.
A hármashalom középsőjén arany szőlőtőke áll egymást keresztező két indával, rajtuk két-két levéllel és egy-egy fürttel. E szőlőtermesztést szimbolizáló szőlőtő a címer leghangsúlyosabb jelképe. Az indák között, a pajzsfőben lebegő helyzetű Jézus-szív: arany töviskoszorúval gyűrűzött, lángoló vörös szív a lángokból növekvő arany latin kereszttel, mely a vallásos hit jelentőségét emeli ki, és a templom névadójára utal.
A címerpajzsot két oldalról aranyboglárral összefogott zöld pálmaág övezi, mely emléket állít mindazoknak a somogyi polgároknak, akik hazájukért, szűkebb pátriájukért életüket áldozták.

## Híres ember
Itt született Harmos Károly festő, grafikus 1879. november 28-án (†Révkomárom, 1956. január 24.).